# Borsa di Stoccarda
La Borsa di Stoccarda (in tedesco Börse Stuttgart) è il sesto gruppo di borsa più grande d'Europa. I suoi pilastri strategici risiedono nel business dei mercati dei capitali e nel business digitale e delle criptovalute. Il gruppo della Borsa di Stoccarda impiega circa 700 persone nelle sue sedi a Stoccarda, Berlino, Francoforte, Lubiana, Milano, Stoccolma e Zurigo e detiene un totale di 16 licenze dalle autorità di regolamentazione in Germania, Svezia e Svizzera.

## Settore dei mercati dei capitali
Nel settore dei mercati dei capitali, il gruppo della Borsa di Stoccarda gestisce tre borse valori in Germania, Svezia e Svizzera: Borsa di Stoccarda, NGM e BX Swiss. La Borsa di Stoccarda è la principale borsa per i titoli strutturati e il commercio di obbligazioni societarie in Germania. NGM e BX Swiss sono rispettivamente la seconda borsa più grande in Svezia e in Svizzera. Su queste tre borse sono quotati più di due milioni di titoli. Inoltre, il gruppo gestisce la piattaforma di negoziazione di titoli regolamentata senza commissioni TradeRebel in Germania, e la rete di negoziazione europea fuori borsa Cats. Il gruppo include anche Euwax AG, un broker attivo a livello internazionale come fornitore di liquidità nel commercio di titoli e criptovalute.

## Börse Stuttgart Digital
Il gruppo della Borsa di Stoccarda ha raggruppato tutte le sue attività digitali e di criptovaluta sotto il marchio Börse Stuttgart Digital. Come partner infrastrutturale, Börse Stuttgart Digital offre ai clienti istituzionali servizi di trading e intermediazione, nonché servizi di custodia di criptovalute. Per i clienti al dettaglio, offre l'app Bison. Nel 2024, circa 1.000.000 utenti finali hanno utilizzato le offerte di criptovaluta di Börse Stuttgart Digital. Le attività digitali e di criptovaluta rappresentano il 25% delle entrate del gruppo della Borsa di Stoccarda.

### Per i clienti istituzionali
Börse Stuttgart Digital è un fornitore di infrastrutture per banche, broker e altre istituzioni finanziarie in Europa. Fornisce applicazioni di intermediazione istituzionale per il trading bilaterale OTC di asset digitali. Börse Stuttgart Digital Custody detiene la licenza come custode di criptovalute dal marzo 2023 e la licenza MiCAR a livello europeo dal gennaio 2025, rilasciata dalla Federal Financial Supervisory Authority (BaFin) tedesca. Börse Stuttgart Digital Exchange è una sede di negoziazione regolamentata per le criptovalute, lanciata come struttura di trading multilaterale nel 2019. Nel 2024, Börse Stuttgart Digital è diventata il partner infrastrutturale di DZ Bank e del gruppo finanziario cooperativo per l'intermediazione e la custodia di criptovalute. Il fornitore svizzero di software per investimenti Profidata ha integrato le soluzioni di Börse Stuttgart Digital per l'intermediazione e la custodia nella sua offerta per clienti istituzionali.

### App BISON
Bison è l'app di trading di criptovalute di Borsa di Stoccarda per i clienti europei. Gli utenti possono acquistare e vendere 27 criptovalute come Bitcoin (BTC), Bitcoin Cash (BCH), Chainlink (LINK), Ethereum (ETH), Litecoin (LTC), Ripple (XRP) e Uniswap (UNI) tramite Euwax AG, che funge da broker esecutivo. Le criptovalute sono custodite in modo fiduciario da Börse Stuttgart Digital Custody GmbH.

## Storia
Il primo predecessore della Borsa di Stoccarda fu fondato nel 1860 come Industrie-Börsenverein (un'associazione locale di borsa industriale). Il 12 marzo 1860 si tenne il primo incontro dei mercanti che commerciavano tessuti nel Königsbau. L'11 febbraio 1861 fu fondato lo Stuttgarter Börsenverein, portando all'inaugurazione di una borsa valori, che servì come predecessore diretto della successiva Borsa di Stoccarda.
Nel maggio 1877, Carlo I di Württemberg, insieme al consiglio comunale di Stoccarda, emanò un decreto che autorizzava i regolamenti della borsa valori e delle intermediazioni. In seguito a questo decreto, i tribunali iniziarono a riconoscere i prezzi fissati dalla borsa valori.
Dal 1866, i quotidiani del Württemberg avevano iniziato a pubblicare un listino prezzi giornaliero della borsa valori, e nel 1881 apparve il primo listino ufficiale. Negli anni successivi, l'industria tessile fu sostituita come settore principale dall'ingegneria meccanica e automobilistica, dalla chimica e dall'ingegneria elettrica. Nel 1882, la borsa valori ricevette il suo primo collegamento telefonico, il che accelerò l'elaborazione degli ordini.
Le borse valori tedesche non operarono durante la prima guerra mondiale e la Borsa di Stoccarda rimase chiusa fino al 1919. A causa della crisi economica globale e delle massicce perdite di prezzo, la Borsa di Stoccarda chiuse nuovamente per diversi mesi nel 1931.
A causa dei bombardamenti aerei, la Borsa di Stoccarda dovette trasferirsi nel 1944. Dopo la seconda guerra mondiale, le attività ripresero nel novembre 1945 nell'edificio bruciato della Württembergische Landeskreditanstalt. Dopo la riforma monetaria tedesca del 1948 e la riorganizzazione dei titoli, il trading ufficiale in borsa riprese.
La Borsa di Stoccarda si trasferì nuovamente all'interno di Stoccarda nel 1969 e nel 1974 iniziò l'elaborazione elettronica delle transazioni di borsa. Il segmento di trading Euwax per i derivati cartolarizzati fu istituito nel 1999.
Nel novembre 2008, la Borsa di Stoccarda acquisì la Nordic Growth Market AB (NGM), la seconda borsa valori più grande della Svezia. Il segmento NDX della NGM per i derivati cartolarizzati è attivo non solo in Svezia, ma anche in Finlandia dal 2010, in Norvegia dal 2011 e in Danimarca dal 2016.
Nel 2014, Borsa di Stoccarda acquisì il 90% del network di trading OTC Cats dalla Citigroup. Nel 2017, la Borsa di Stoccarda acquisì la maggioranza delle azioni della BX Swiss AG, completando l'acquisizione nel 2018. Nel gennaio 2019, la Borsa di Stoccarda lanciò l'app Bison, all'epoca l'unica app di trading di criptovalute supportata da una borsa valori tradizionale.
Il business digitale istituzionale di Borsa di Stoccarda è stato istituito nel 2022. Nel 2023, Axel Springer SE e SBI Digital Asset Holding hanno approfondito il loro investimento nell'intero business digitale e delle criptovalute di Borsa di Stoccarda, che da allora è stato raggruppato sotto il marchio Börse Stuttgart Digital. Nel marzo 2023, Börse Stuttgart Digital Custody GmbH ha ricevuto la licenza per le sue operazioni come custode di criptovalute dall'Autorità federale di vigilanza finanziaria tedesca (BaFin).
Nel 2022, i titoli tokenizzati sono stati scambiati su BX Swiss per la prima volta come parte di una dimostrazione di fattibilitá. Le transazioni di trading sono state elaborate tramite una blockchain. La Borsa di Stoccarda è anche entrata nel segmento del trading di titoli senza commissioni. Questo includeva un'offerta di BX Swiss in Svizzera e il lancio della piattaforma di trading regolamentata TradeRebel in Germania.
All'inizio del 2023, la Borsa di Stoccarda ha lanciato il segmento Easy Euwax, che ha permesso il trading di titoli strutturati senza commissioni di borsa. Nel dicembre 2023, la Borsa di Stoccarda ha stabilito una partnership strategica con la società finanziaria svizzera Leonteq, che ha acquisito una partecipazione del 10% in BX Swiss.